# WrestleMania 13
WrestleMania 13 foi o décimo terceiro evento de luta livre profissional WrestleMania produzido pela World Wrestling Federation (WWF) e transmitido em formato pay-per-view, que aconteceu em 23 de março de 1997 no Rosemont Horizon em Rosemont, Illinois. Esta foi a segunda WrestleMania realizada na área metropolitana de Chicago, após a WrestleMania 2 em 1986.
Oito lutas foram realizadas no evento, incluindo uma no pré-show Free for All. O evento principal foi uma luta sem desqualificação entre The Undertaker e Sycho Sid pelo WWF Championship, que Undertaker venceu após interferência de Bret Hart. As principais lutas no card secundário foram Bret Hart contra "Stone Cold" Steve Austin em uma luta de submissão sem desqualificação com Ken Shamrock como árbitro especial, Legion of Doom e Ahmed Johnson contra a Nation of Domination em uma Chicago Street Fight, e Rocky Maivia contra The Sultan pelo WWF Intercontinental Championship.
O público total foi de 18.197, com a venda do pay-per-view arrecadando $837.150. Do total de presentes, 16,467 pagaram ingressos. O evento recebeu criticas mistas, apesar de ser chamado de uma das piores WrestleManias da história. No entanto, a luta de submissão entre Bret Hart e Stone Cold Steve Austin foi elogiada e é considerada como uma das melhores da história da WWE. O evento ainda é citado como o começo da Attitude Era. Essa luta foi a primeira a receber o prêmio "Immortal Moment" do WWE Hall of Fame em 2025.

## Produção

### Conceito
A WrestleMania é considerado o principal pay-per-view (PPV) da World Wrestling Federation (WWF, agora WWE), tendo sido realizado pela primeira vez em 1985. Tornou-se o evento de wrestling profissional de maior duração na história e é realizado anualmente entre meados de março e meados de abril. Foi o primeiro dos quatro PPVs originais da WWF, que incluem Royal Rumble, SummerSlam e Survivor Series, apelidados de "Big Four", e foi considerado um dos "Big Five" PPVs, junto com o King of the Ring. A WrestleMania 13 foi agendada para o dia 23 de março de 1997, no Rosemont Horizon, no subúrbio de Rosemont, Illinois. O evento foi apresentado pela PlayStation.

### Rivalidades
A WrestleMania 13 teve lutas de wrestling profissional de diferentes lutadores com rivalidades e histórias pré-determinadas que se desenvolveram no Raw is War, programa semanal da WWF, e nos eventos em pay-per-view anteriores. Os lutadores interpretaram um vilão ou um mocinho seguindo uma série de eventos para gerar tensão, culminando em várias lutas.
A principal rivalidade em andamento rumo à WrestleMania 13 era entre The Undertaker e Sycho Sid, com os dois disputando o WWF Championship. No In Your House 13, em fevereiro, Bret Hart foi o último a eliminar The Undertaker na luta Final Four para conquistar o WWF Championship que estava vago desde a lesão do então campeão Shawn Michaels. No entanto, o reinado de Hart durou apenas um dia, já que ele perdeu o título na noite seguinte no Monday Night Raw para Sycho Sid após interferência de Stone Cold Steve Austin, um dos outros participantes da luta Final Four (o outro era Vader, que não teve mais envolvimento na história). Por ter sido o segundo colocado na Final Four, The Undertaker foi nomeado o desafiante número um e foi escalado para enfrentar Sycho Sid pelo título na WrestleMania 13. No entanto, na edição de 17 de março do Raw Is War, Sid defendeu o título contra Hart em uma luta dentro de uma jaula de aço, com o vencedor defendendo o título na WrestleMania. Durante a luta, tanto Undertaker quanto Austin interferiram. Undertaker apareceu para ajudar Sid porque queria enfrentá-lo pelo título, enquanto Austin ajudou Hart porque queria que sua luta de submissão contra Hart valesse o cinturão. Sid venceu a luta e reteve o título e, como resultado, Sid vs. Undertaker permaneceu como o evento principal da WrestleMania.

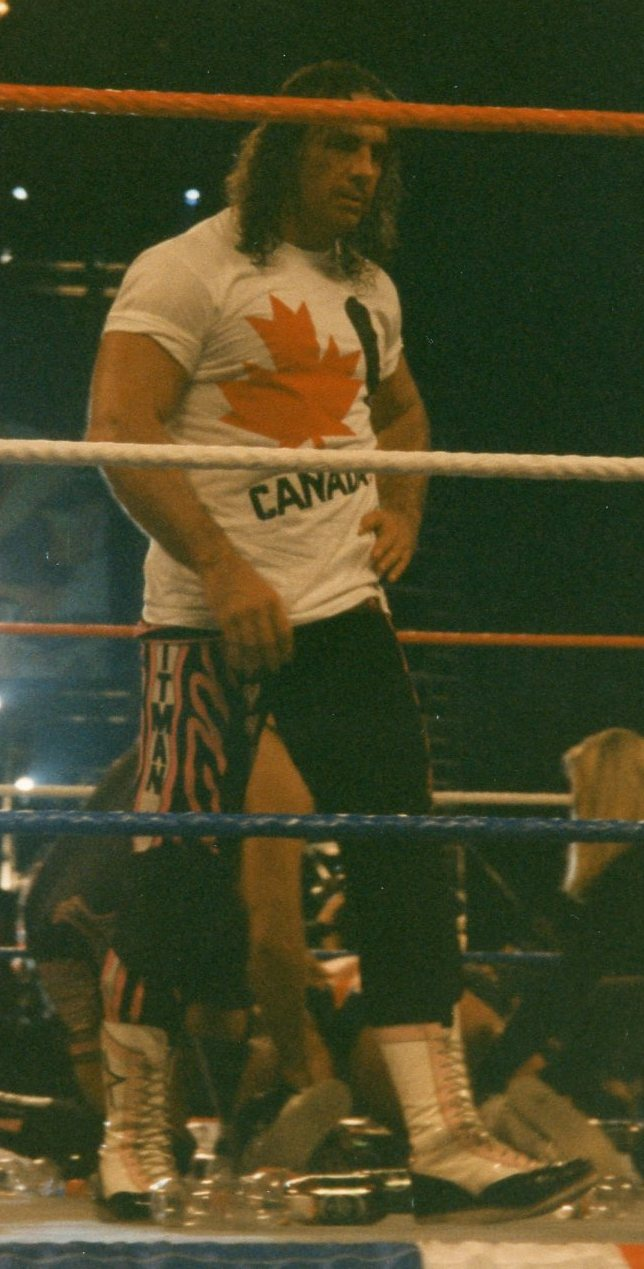
Bret Hart, que enfrentou Steve Austin em uma luta de submissão na WrestleMania

A segunda luta principal do evento foi entre Bret Hart e Stone Cold Steve Austin em uma luta de submissão. A rivalidade entre Hart e Austin começou após Austin vencer o torneio King of the Ring de 1996 e começar a provocar Hart, que estava afastado do wrestling na época. Austin insultava Hart frequentemente em suas promoções, na esperança de que Hart aceitasse seu desafio para uma luta. Hart retornou oficialmente em outubro e aceitou o desafio de Austin, com os dois se enfrentando no Survivor Series 1996, onde Hart derrotou Austin. A rivalidade continuou quando Hart e Austin foram os dois últimos participantes da luta Royal Rumble 1997. Hart havia eliminado Austin originalmente, mas a eliminação foi considerada não oficial, pois os árbitros não viram o momento exato ao estarem ocupados separando uma briga entre os eliminados Mankind e Terry Funk. Austin acabou eliminando Hart da luta, tornando-se assim o vencedor. Hart e Austin participaram da luta Four Corners Elimination pelo título vago do WWF Championship no Final Four, que Hart venceu. Na noite seguinte no Monday Night Raw, Austin custou a Hart o título em uma luta contra Sycho Sid, quando Hart aplicava o Sharpshooter e Austin o acertou com uma cadeira de aço, permitindo que Sid aplicasse um powerbomb e conseguisse a vitória. Hart e Austin foram então escalados para se enfrentarem em uma luta de submissão na WrestleMania, mas Hart teve uma chance pelo WWF Championship em uma luta dentro de uma jaula de aço na edição de 17 de março do Raw Is War, com o vencedor defendendo o título contra The Undertaker na WrestleMania 13. Hart estava prestes a vencer quando Undertaker interferiu e ajudou Sid a conseguir a vitória.
Uma das principais lutas do card secundário foi uma Chicago Street Fight envolvendo Ahmed Johnson e a Legion of Doom (Hawk e Animal) contra a Nation of Domination (Faarooq, Crush e Savio Vega). Johnson foi atacado por um estreante chamado Faarooq Asad, com uma gimmick de gladiador romano, na edição de 22 de julho de 1996 do Monday Night Raw, durante uma luta pelos WWF Tag Team Championship. Ahmed estava programado para defender seu Intercontinental Championship contra Faarooq no SummerSlam 1996, mas problemas reais nos rins o forçaram a desocupar o título. Na história, foi explicado que o ataque de Faarooq havia causado o problema renal de Ahmed. Ahmed retornou de sua lesão no início de 1997 e continuou sua rivalidade com Faarooq, que havia formado a Nation of Domination durante a ausência de Ahmed. Ahmed uniu forças com a Legion of Doom e o trio foi escalado para enfrentar a Nation of Domination em uma Chicago Street Fight na WrestleMania 13.

## Evento
| Função:                   | Nome:                                               |
| ------------------------- | --------------------------------------------------- |
| Comentaristas em inglês   | Vince McMahon                                       |
| Comentaristas em inglês   | Jim Ross                                            |
| Comentaristas em inglês   | Jerry Lawler                                        |
| Comentaristas em inglês   | The Honky Tonk Man (Rocky Maivia vs The Sultan )    |
| Comentaristas em inglês   | Shawn Michaels (Sycho Sid vs The Undertaker)        |
| Comentaristas em espanhol | Carlos Cabrera                                      |
| Comentaristas em espanhol | Hugo Savinovich                                     |
| Comentaristas em francês  | Jean Brassard                                       |
| Comentaristas em francês  | Raymond Rougeau                                     |
| Entrevistadores           | Todd Pettengill                                     |
| Entrevistadores           | Dok Hendrix                                         |
| Anunciador de ringue      | Howard Finkel                                       |
| Árbitros                  | Mike Chioda                                         |
| Árbitros                  | Jack Doan                                           |
| Árbitros                  | Earl Hebner                                         |
| Árbitros                  | Jim Korderas                                        |
| Árbitros                  | Billy Silverman                                     |
| Árbitros                  | Ken Shamrock (Bret Hart vs Stone Cold Steve Austin) |

### Pré-show
Antes do evento, uma luta foi transmitida pelo sistema WWE Free for All, pelo qual uma luta é exibida gratuitamente no canal do pay-per-view antes do evento. Nela, Billy Gunn derrotou Flash Funk, que havia sido acompanhado ao ringue por Tracy e Nadine.

### Lutas preliminares
A primeira luta transmitida na televisão foi uma Four-Way de eliminação envolvendo quatro duplas. O combate contou com The Headbangers (Mosh e Thrasher), The Godwinns (Henry O. Godwinn e Phineas I. Godwinn), The New Blackjacks (Blackjack Windham e Blackjack Bradshaw) e a dupla Doug Furnas e Phil LaFon. Todas as equipes lutaram entre si e, em alguns momentos, companheiros de equipe também se enfrentaram. Barry Windham e Phil LaFon brigaram fora do ringue. Bradshaw atacou o árbitro e foi desclassificado, levando à primeira eliminação da luta, enquanto Furnas foi eliminado por contagem. Headbangers e Godwinns foram as equipes restantes e lutaram por cinco minutos e 39 segundos até que Thrasher aplicou um Cannonball Senton em Phineas e venceu a luta por pinfall. Como resultado da vitória, os Headbangers conquistaram uma oportunidade pelo WWF Tag Team Championship.
A segunda luta foi entre Rocky Maivia e The Sultan pelo WWF Intercontinental Championship de Maivia. The Honky Tonk Man fez os comentários para a luta. Sultan teve uma vantagem inicial na luta devido ao seu tamanho e força, mas Maivia usou seus movimentos mais rápidos para empurrar o grande homem para fora do ringue. Sultan sobrepujou Maivia com slams e socos, mas não conseguiu imobilizá-lo. Maivia obteve a vantagem sobre Sultan ao acertá-lo com um belly to belly suplex, Maivia Hurricane e um flying crossbody antes de imobilizá-lo com um roll-up para vencer a luta e manter o título. Após a luta, Sultan e seus gerentes, Bob Backlund e The Iron Sheik, atacaram Maivia antes que seu pai, Rocky Johnson, saísse para ajudar seu filho.
A terceira luta foi entre Hunter Hearst Helmsley e Goldust. Goldust dominou a primeira parte da luta. Helmsley teve breves momentos de ofensiva, mas Goldust ainda mantinha a vantagem. Helmsley começou a usar manobras de submissão para manter as vantagens para si. Goldust estava prestes a aplicar sua manobra até que o segurança de Helmsley, Chyna, agiu contra a esposa de Goldust, Marlena, para distraí-lo. Helmsley aproveitou a situação e acertou Goldust com um Pedigree, permitindo que ele o imobilizasse para a vitória.
A quarta luta foi uma luta de duplas pelo WWF Tag Team Championship, onde Owen Hart e The British Bulldog defenderam os títulos contra Mankind e Vader. Vader dominou Owen no início da luta. Vader fez o tag com Mankind, enquanto Owen fez o tag com Bulldog. Bulldog e Mankind trocaram socos, mas Bulldog teve mais vantagem. Ele aplicou um sleeper hold em Mankind, o que fez com que ambos caíssem para fora do ringue. Eles continuaram a brigar fora do ringue. O árbitro estava distraído devido à briga. Vader aproveitou e acertou Bulldog com a urna de Paul Bearer, arrastando-o para o ringue. Vader e Mankind se revezaram e continuaram a atacar Bulldog. Owen tentou salvar seu parceiro, mas Vader usou sua força enquanto Mankind usou suas táticas desonestas para dominar Owen. Mankind prendeu Bulldog fora do ringue e aplicou o mandible claw nele. Ambos os homens foram contados fora, e a luta terminou em empate. Como resultado, Hart e Bulldog mantiveram o campeonato.

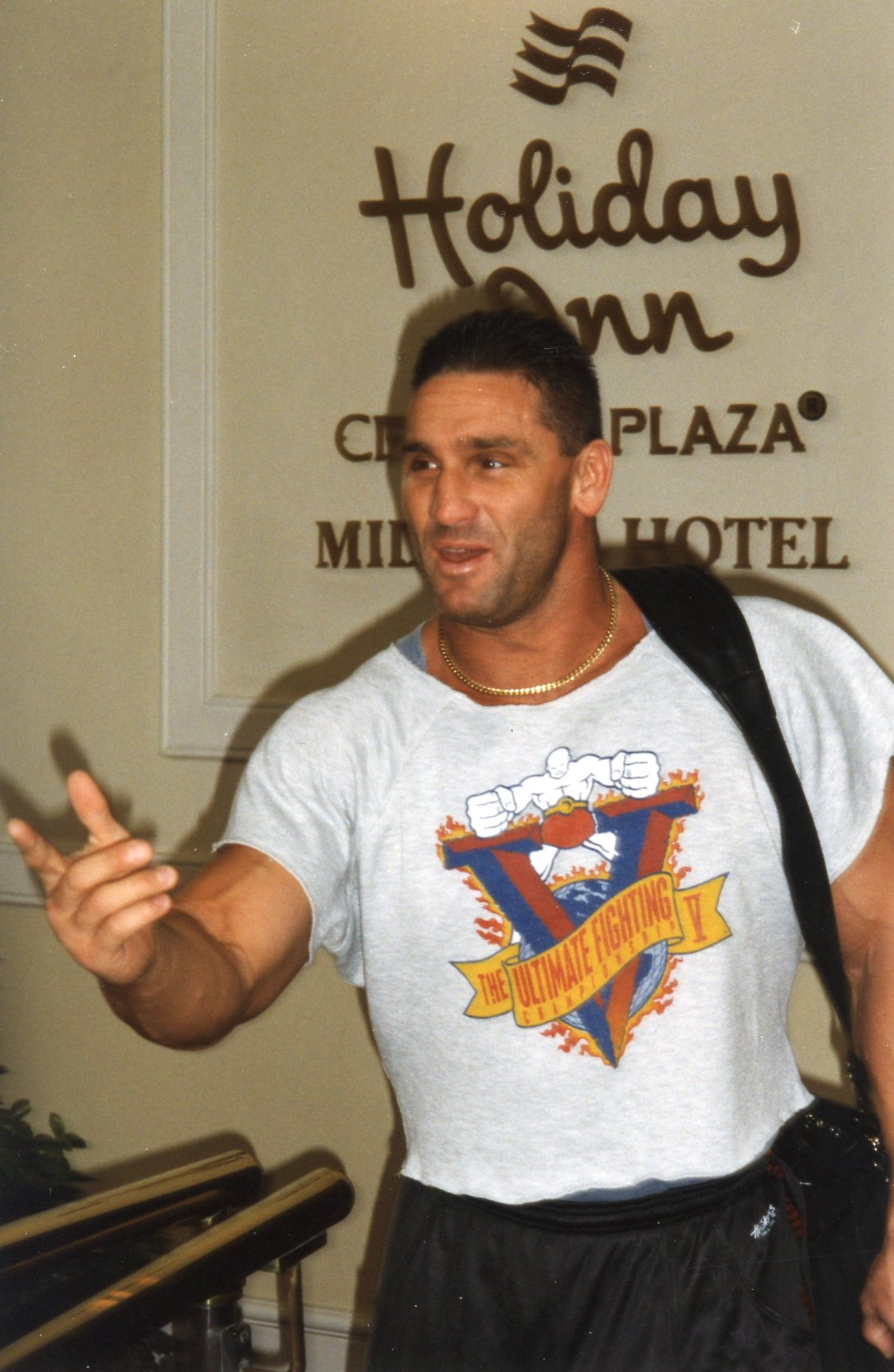
Ken Shamrock foi o árbitro especial para a luta entre Bret Hart e Stone Cold Steve Austin.

A quinta luta foi uma luta de submissão sem desqualificações entre Bret Hart e Stone Cold Steve Austin. O lutador de UFC Ken Shamrock foi o árbitro especial para esta luta. Austin atacou Hart, que ainda estava com sua roupa de entrada. Os dois se bateram no ringue antes que a ação fosse para fora do ringue. Hart jogou Austin contra o poste de aço, enquanto Austin o jogou contra a barreira de aço. Os dois começaram a brigar na plateia, onde ambos se acertaram com vários objetos. Eles subiram pelas escadas, mais alto na plateia. Shamrock os seguiu e os trouxe de volta em direção ao ringue, onde Austin tentou usar as escadas de aço contra Hart, mas Hart o impediu com um chute no meio do corpo. Quando a ação recomeçou no ringue, Hart focou na perna de Austin. Ele abriu Austin com um Irish whip contra a barreira de aço e a cabeça de Austin começou a sangrar profusamente. Hart tentou usar uma cadeira de aço na perna de Austin, mas Austin estrangulou Hart com um cabo de televisão. Hart acertou Austin na cabeça com o sino do ringue. Ele aplicou um Sharpshooter em Austin, que não se rendeu e tentou resistir, mas desmaiou devido à dor e à perda de sangue. Shamrock declarou a vitória para Hart, mas Hart continuou a atacar Austin, o que levou a uma troca de papéis, já que os fãs viraram contra Hart e começaram a apoiar Austin. Shamrock puxou Hart de cima de Austin e executou uma waistlock takedown, desafiando fisicamente Hart para uma luta. Hart se recusou a lutar com Shamrock e deixou o ringue sob uma chuva de vaias. Austin, por sua vez, após recobrar a consciência, aplicou um Stunner em um árbitro que tentou ajudá-lo, e então, com dificuldades, foi embora para os bastidores, enquanto a multidão gritava seu nome.
A sexta luta do evento foi uma Chicago Street Fight entre a Legion of Doom (Hawk e Animal) e Ahmed Johnson e a Nation of Domination (Faarooq, Crush e Savio Vega). As duas equipes se acertaram com vários objetos durante a luta. A ação continuou dentro e fora do ringue da mesma forma. Por fim, Animal acertou Crush com um pedaço de madeira e depois o imobilizou para vencer a luta.

### Evento principal

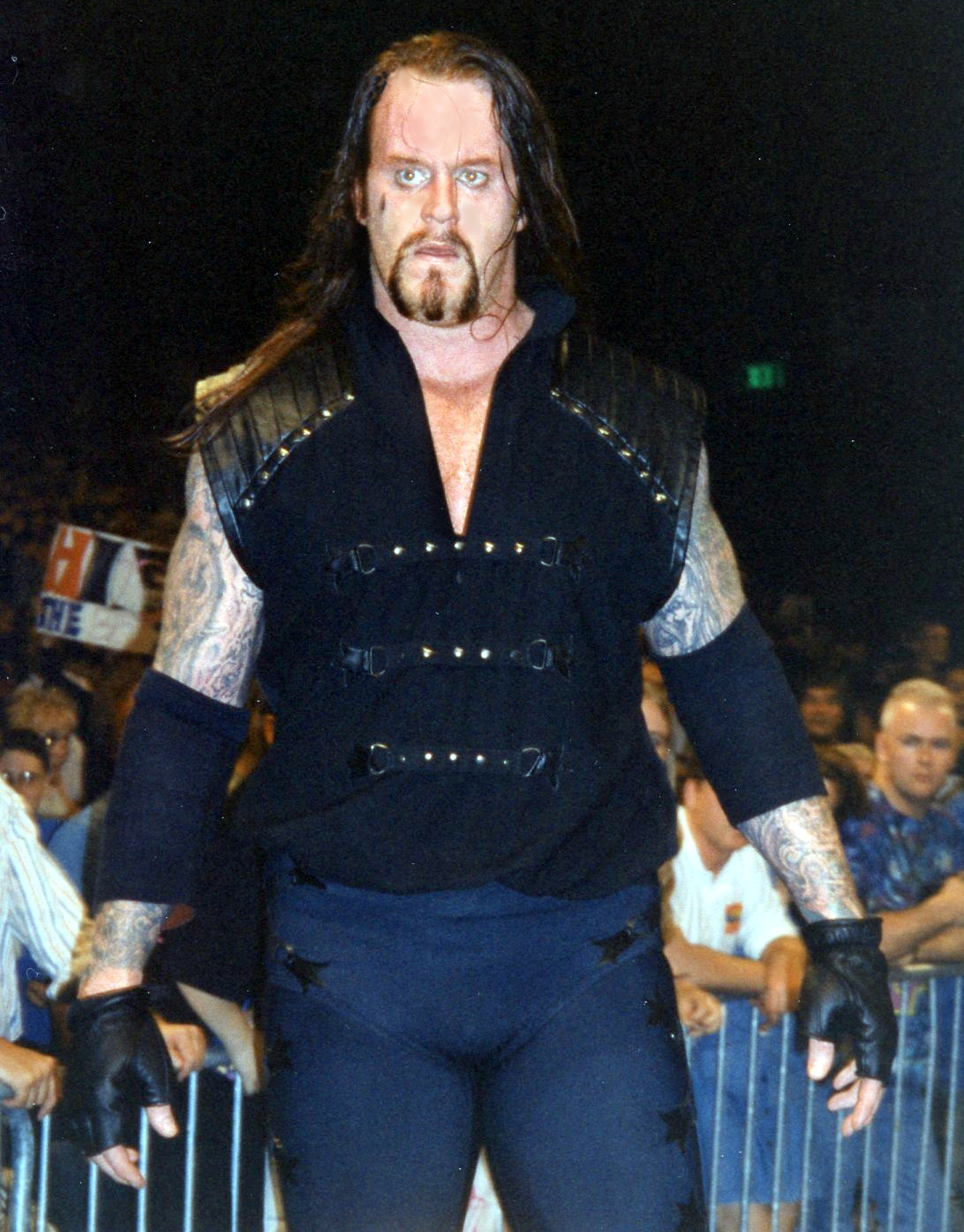
The Undertaker, que venceu o WWF Championship de Sycho Sid

O evento principal foi uma luta sem desqualificações entre The Undertaker e o então campeão Sycho Sid pelo WWF Championship. Shawn Michaels fez os comentários para a luta. O então heel Bret Hart apareceu durante a luta e insultou Undertaker, Michaels e especialmente Sid, alegando que Sid o havia roubado do título. Sid aplicou um powerbomb em Hart, enquanto Undertaker aproveitou a situação e começou a atacar o campeão pelas costas. Undertaker tentou um Old School, mas Sid o pegou em um bearhug. Sid atacou Undertaker com vários golpes, usou monitores de televisão contra ele e aplicou um camel clutch. Sid manteve a vantagem na luta até que Hart voltou e atacou Sid com uma cadeira de aço. Sid se recuperou e colocou Undertaker em posição para o powerbomb, mas Hart retornou novamente e distraiu Sid, o que permitiu que Undertaker aplicasse um Tombstone em Sid e o imobilizasse para vencer a luta.

## Recepção
O evento teve a presença de 18.197 pessoas, que geraram um total de $837.150 em bilheteria, e obteve um taxa de compra de 0.77.
Em 2011, Marc Elusive, do 411Mania, deu ao evento uma nota geral de 7,0 em 10,0 e observou que "a Attitude Era começou aqui..." e que o evento principal foi "uma luta muito entediante". John Canton, do TJR Wrestling, deu ao evento uma nota geral de 4 em 10 e disse que o show foi "fraco", destacando que o evento principal "foi uma droga nos primeiros 15 minutos, mas o final foi aceitável".
Apesar das críticas negativas ao evento, a luta de submissão entre Bret Hart e "Stone Cold" Steve Austin foi amplamente elogiada. Em 2007, ela foi colocada em 1º lugar na lista das 20 melhores lutas da história da WrestleMania da IGN, sendo descrita como uma luta que "lançou uma era". Thomas Golianopoulos, da Complex Sports, também a classificou em primeiro lugar em sua lista das 50 maiores lutas da história da WrestleMania, citando os seis fatores da luta: enredo, inovação, psicologia, final, pós-luta e consequências. Elusive, do 411Mania, descreveu a luta como "extraordinária" e afirmou que "ajudou a impulsionar Steve Austin para a estratosfera e a se tornar a estrela do final dos anos 90 e início dos anos 2000", além de destacar a troca de papéis ocorrida após a luta. John Canton chamou a luta de "perfeição em forma de wrestling". Ela recebeu uma avaliação de cinco estrelas de Dave Meltzer e foi eleita a Luta do Ano (1997) pelos leitores de sua publicação, o Wrestling Observer Newsletter. Os leitores da Pro Wrestling Illustrated também elegeram essa luta como a Luta do Ano (1997). A luta de submissão também seria a última luta da WrestleMania a receber uma avaliação de cinco estrelas até a WrestleMania 39, em 2023, quando Kevin Owens e Sami Zayn vs. The Usos (Jey Uso e Jimmy Uso) na Noite 1, e Gunther vs. Sheamus vs. Drew McIntyre na Noite 2, também receberam cinco estrelas. Hart a chamou de sua luta favorita, rotulando-a como "uma verdadeira obra-prima". Ken Shamrock a descreveu como "uma das maiores lutas da história do wrestling", e Jim Ross a chamou de a melhor luta que ele já narrou em uma WrestleMania e a mais "bem executada" que ele já viu. Essa luta também foi indicada como "Immortal Moment" no WWE Hall of Fame de 2025.

## Após o evento
"Stone Cold" Steve Austin e Bret Hart continuaram sua rivalidade após a WrestleMania, mas agora Austin era um babyface e sua popularidade começaria a crescer consideravelmente, enquanto Hart era um heel. Hart recrutou British Bulldog, Owen Hart, Brian Pillman e seu antigo parceiro de duplas Jim Neidhart para reformar a Hart Foundation. No In Your House 14: Revenge of the 'Taker em abril, Hart e Austin se enfrentaram em uma luta na qual Austin venceu por desqualificação. A rivalidade continuou até o In Your House 16: Canadian Stampede em julho, onde a Hart Foundation (atuando como faces no Canadá) derrotou o time americano formado por Austin, Ken Shamrock, Legion of Doom (Hawk e Animal) e Goldust.
The Undertaker recebeu destaque após conquistar seu segundo WWF Championship na WrestleMania 13. Seu reinado durou um total de 133 dias, incluindo rivalidades com Mankind, Steve Austin, Faarooq e Vader. No SummerSlam 1997, o longo reinado de Undertaker chegou ao fim quando ele perdeu o título para Bret Hart, após o árbitro convidado Shawn Michaels acidentalmente acertá-lo com uma cadeira de aço, golpe que era destinado a Hart.
Após perder o WWF Championship para The Undertaker na WrestleMania, o destaque de Sycho Sid começou a diminuir, e após o King of the Ring, ele começou a desaparecer da programação da WWF. Na verdade, Sid deixou a WWF silenciosamente para se concentrar na recuperação de uma lesão no pescoço. Após fazer algumas aparições na Extreme Championship Wrestling no início de 1999, Sid eventualmente retornaria à promoção rival World Championship Wrestling (WCW) em meados de 1999 e continuaria a lutar como Sid Vicious até sofrer uma lesão na perna que encerrou sua carreira no WCW Sin, em 14 de janeiro de 2001.

## Resultados
| Nº                                          | Resultados | Estipulações                                                                                     | Tempo |
| ------------------------------------------- | --- | ------------------------------------------------------------------------------------------------ | ----- |
| Free For All                                | Billy Gunn derrotou Flash Funk (com Tracy e Nadine) | Luta individual                                                                                  | 7:05  |
| 1                                           | The Headbangers (Mosh e Thrasher) derrotaram The New Blackjacks (Blackjack Windham e Blackjack Bradshaw), The Godwinns (Henry O. Godwinn e Phineas I. Godwinn) (com Hillbilly Jim), Doug Furnas e Phil LaFon | Luta de eliminação de quatro times para determinar os desafiantes pelo WWF Tag Team Championship | 10:39 |
| 2                                           | Rocky Maivia (c) derrotou The Sultan (com Bob Backlund e The Iron Sheik) | Luta individual pelo WWF Intercontinental Championship                                           | 9:45  |
| 3                                           | Hunter Hearst Helmsley (com Chyna) derrotou Goldust (com Marlena) | Luta individual                                                                                  | 14:28 |
| 4                                           | Owen Hart e The British Bulldog (c) vs. Mankind e Vader (com Paul Bearer) acabou em dupla contagem | Luta de duplas pelo WWF Tag Team Championship                                                    | 16:08 |
| 5                                           | Bret Hart derrotou Steve Austin | Luta de submissão com Ken Shamrock como árbitro especial                                         | 22:05 |
| 6                                           | The Legion of Doom (Hawk e Animal) e Ahmed Johnson derrotaram Nation of Domination (Crush, Faarooq e Savio Vega) (com Wolfie D, J.C. Ice, D'Lo Brown e Clarence Mason)                                       | Chicago Street Fight                                                                             | 10:45 |
| 7                                           | The Undertaker derrotou Sycho Sid (c) | Luta sem desqualificações pelo WWF Championship                                                  | 21:19 |
| (c) – Refere-se aos campeões antes da luta. | |                                                                                                  |       |